# Petru Diaconul
Petru Diaconul (în limba franceză: Pierre le Diacre) a fost bibliotecar al abației de Montecassino și continuator al Chronicon Monasterii Casinensis, scrisă de Leon de Ostia. Potrivit istoricilor Ferdinand Chalandon și John Julius Norwich, Petru a fost un istoric și scriitor minor, mult inferior lui Leon.
Descendent al conților de Tusculum, el a intrat din anul 1115 în mănăstirea Montecassino din Italia. În jurul anului 1127, el a fost nevoit să părăsească abația și s-a retras în Atina, situată în apropiere, posibil din cauză că ar fi fost aderent al abatelui Orderisius. În 1137, i s-a permis revenirea la Montecassino. În același an, Petru Diaconul a compărut în fața împăratului Lothar al II-lea, în numele mănăstirii. Suveranul german a fost atât de mulțumit de interlocutorul său încât l-a numit imediat drept capelan și secretar al său și probabil l-ar fi ținut în permanență alături de el dacă abatele Wibald nu ar fi considerat necesară prezența lui Petru la Montecassino.
La Montecassino, Petru a devenit bibliotecar și păstrător al arhivelor mănăstirești. Pe lângă continuarea cronicii lui Leon de Ostia (sau Leon Marsicanus) Leo Marsicanus pentru perioada de la 1075 la 1138, el a mai scris câteva lucrări cu caracter istoric: "De viris illustribus Casinensibus"; "De ortu et obitu justorum Casinensium"; "De Locis sanctis"; Disciplina Casinensis"; "Rhythmus de novissimis diebus".
Sub numele de Gordian, Petru a falsificat Patimile Sfântului Placidus. În lucrările sale, el este considerat ca fiind adesea neveridic, însă rămâne un scriitor plăcut. Operele sale se regăsesc în vol. CLXXIII al colecției Patrologia Latina (p. 763-1144).